# 李太楓
李太楓（英語：Typhoon Lee，1948年7月5日—），臺灣天文學家、地球化學家，中央研究院院士。原籍江蘇常熟。主要研究是同位素地球化學和核天文物理學。

## 經歷
李太楓的父親李德是知名畫家，母親是圖書館員，和中國知名天文學家張鈺哲有親戚關係。李太楓於1970年取得國立清華大學物理學士學位。1977年取得德克薩斯州大學奧斯汀分校天文博士學位。1984年回台灣在中央研究院地球科學研究所任研究員。並在國立臺灣大學物理學系及地質系兼任教授，及在中央研究院天文及天文物理研究所任合聘研究員。曾擔任過地球科學研究所副所長、所長，和天文所籌備處主任。

## 研究
- 證明了早期太陽系中有鋁-26放射性核種的存在。
- 協助發展球粒隕石形成的理論，並發現其中有氧、鎂、鈣、鑭等同位素異常，及探討了他們與銀河系中原子核形成的關係。
- 利用同位素方法，研究東亞大陸地殼的演化歷史，島弧岩漿的來源，和過去的氣候環境變化。

## 榮譽
- 太平洋天文學會 羅伯特·J·特朗普勒獎（1977）
- 國家科學委員會傑出研究獎（1985-1987， 1988-1990）
- 傑出人才基金會傑出研究獎（1988-2003）
- 隕石學會會士（1988）
- 美國人文及科學學院海外榮譽院士（1999）
- 中央研究院院士（2000）
- 中華民國物理學會會士（2001）
- 第三世界科學院院士（2007）
- 小行星181569[6]

## 代表著作
- X-wind, Refractory IDPs and Cometary Nuclei, 1999, in  Proc. IAU Colloquim 168, Astro. Soc. Pacific, San Francisco.
- Proto-stellar Cosmic Rays and Extinct Radioactivities in Meteorites, 1998, Ap. J. 506, 898-912.
- Coral Sr/Ca as a High Precision High Time-Resolution Paleo Thermometer for Sea Surface Temperature: Looking for ENSO Effects in Kuroshio near Taiwan, 1996, Proc. 1995 Nagoya ICBP-PAGES/PEP-II Symposium, 211-216.
- U-Disequilibrium Dating of Corals in Southern Taiwan by Mass Spectrometry, 1993, J. Geol. Soc. China. 36, 57-66.
- Model-Dependent Be-10 Sedimentation Rates for the Taiwan Strait and their Tectonic Significance, 1993, Geology, 21, 423-426.
- First Detection of Fallout Cs-135 and Potential Application of 137Cs/135Cs, 1993, Geochim. Cosmochim. Acta(Letters), 57, 3493-3497.

## 家庭
李太楓已婚，育有2子。

## 個人興趣
李太楓喜愛古典音樂和演奏小提琴。

## 外部連結
- 李太楓個人網頁
- 李太楓。中研院院士基本資料。
- 院士李太楓研究前衛 生活古典 （页面存档备份，存于）